# Jimmy Crack Corn
«Jimmy Crack Corn» es el segundo sencillo del álbum compilatorio Eminem Presents: The Re-Up. Es interpretada por los cantantes Eminem y 50 Cent.

## Revisión
No logró entrar en las listas musicales Billboard Hot 100 y UK Top 40, pero alcanzó el número uno en el Bubbling Under Hot 100 Singles en Estados Unidos por 2 semanas. También cosechó éxitos en el Pop 100 llegando al número 77, permaneciendo en esa tabla durante 2 semanas no consecutivas.
Su remix oficial cuenta con Ca$his en lugar de 50 Cent y un nuevo verso de Eminem.
La canción habla sobre el presidente de Interscope Jimmy Iovine, y también menciona que tuvo relaciones sexuales con Mariah Carey.
También sería el último sencillo oficial de Eminem hasta Crack a Bottle de su álbum Relapse en 2009, debido a que estaría en una larga rehabilitación por drogas.

## Posicionamiento
| Listas (2007)                                 | Posición |
| --------------------------------------------- | -------- |
| U.S. Billboard Bubbling Under Hot 100 Singles | 1        |
| U.S. Billboard Pop 100                        | 77       |